# Copacabana Palace
O Belmond Copacabana Palace é um hotel histórico localizado em frente à Praia de Copacabana, na cidade do Rio de Janeiro, Brasil.
Com um século de existência, o Belmond Copacabana Palace continua a ser um dos mais importantes estabelecimentos hoteleiros da cidade e do Brasil, com duzentos e trinta e nove apartamentos e suítes, divididos entre o prédio principal e anexo, em uma área de onze mil metros quadrados.
O Belmond Copacabana Palace é conhecido em todo o Brasil por hospedar celebridades internacionais que visitam a cidade do Rio de Janeiro. Além disso, o hotel também é conhecido por realizar alguns dos mais badalados eventos sociais do Brasil.
O hotel já foi eleito diversas vezes como o melhor hotel da América do Sul, como em 2009 quando recebeu o prêmio World Travel Award, um dos mais importantes prêmios mundiais de turismo. Prêmio WTA de turismo considera Copacabana Palace o melhor da América do Sul. No ano de 2018, o grupo LVMH comprou o Copacabana Palace e demais hotéis da rede Belmond, em transação de US$ 3,2 bilhões (cerca de R$ 12 bilhões). Além do Copacabana Palace, o grupo Belmond possui outros 25 hotéis de luxo. Foi fundado há 40 anos com a aquisição do emblemático Hotel Cipriani, em Veneza. Fazem parte de sua rede o Hotel Splendido, em Portofino, também na Itália; o Grand Hotel Europe, em São Petersburgo, na Rússia; e o Maroma Resort & Spa, no México. No Brasil, além do hotel no Rio, possui também o Hotel das Cataratas, em Foz do Iguaçu.

## História

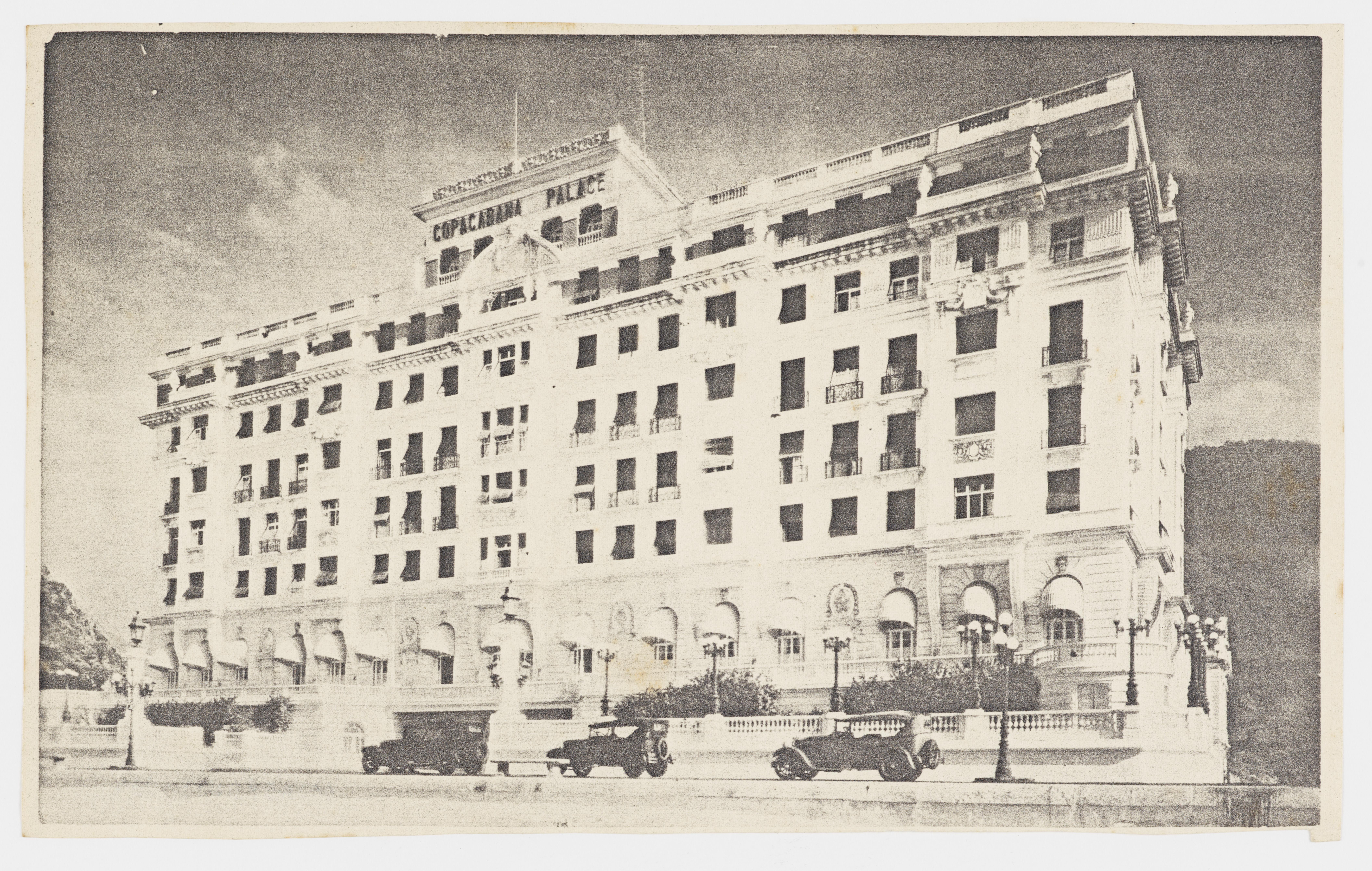
Fachada do Hotel Copacabana Palace, entre 1927 e 1933.

O Belmond Copacabana Palace foi construído pelo empresário Octávio Guinle e Francisco Castro Silva entre 1919 e 1923, atendendo a uma solicitação do então presidente Epitácio Pessoa (1919-1922), que desejava um grande hotel de turismo na então capital do país, para ajudar a hospedar o grande número de visitantes esperados para a grande Exposição do Centenário da Independência do Brasil, um evento de dimensões internacionais a ser realizado na Esplanada do Castelo, em 1922. Em compensação, o Governo Federal concederia incentivos fiscais, assim como a licença para que nele funcionasse um cassino — uma exigência do empresário.
Estabelecido o acordo, o empresário adquiriu um terreno na praia de Copacabana, de frente para a Avenida Atlântica, alargada em 1919 pelo engenheiro Paulo de Frontin. Na época, o hotel foi o primeiro grande edifício em Copacabana, cercado apenas por pequenas casas e mansões.

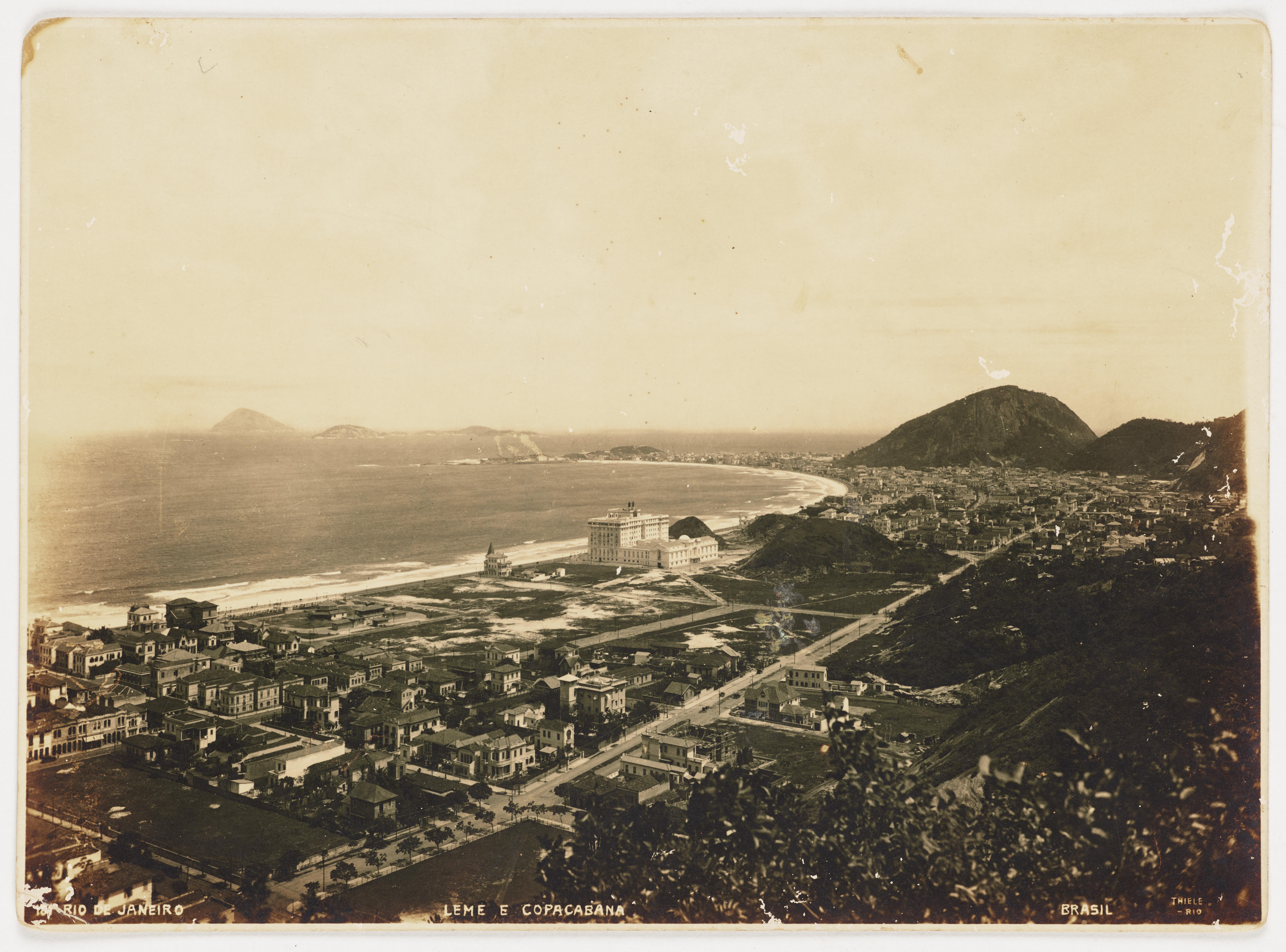
Leme e Copacabana, em destaque o Hotel Copacabana Palace, na década de 1920.

Para a execução do projeto foi contratado o arquiteto francês Joseph Gire, que se inspirou em dois famosos hotéis da Riviera Francesa: o Negresco, em Nice, e o Carlton, em Cannes. A estrutura, sóbria e imponente, foi erguida pelo engenheiro César Melo e Cunha, que empregou, em larga escala, o mármore de Carrara e cristais da Boêmia.

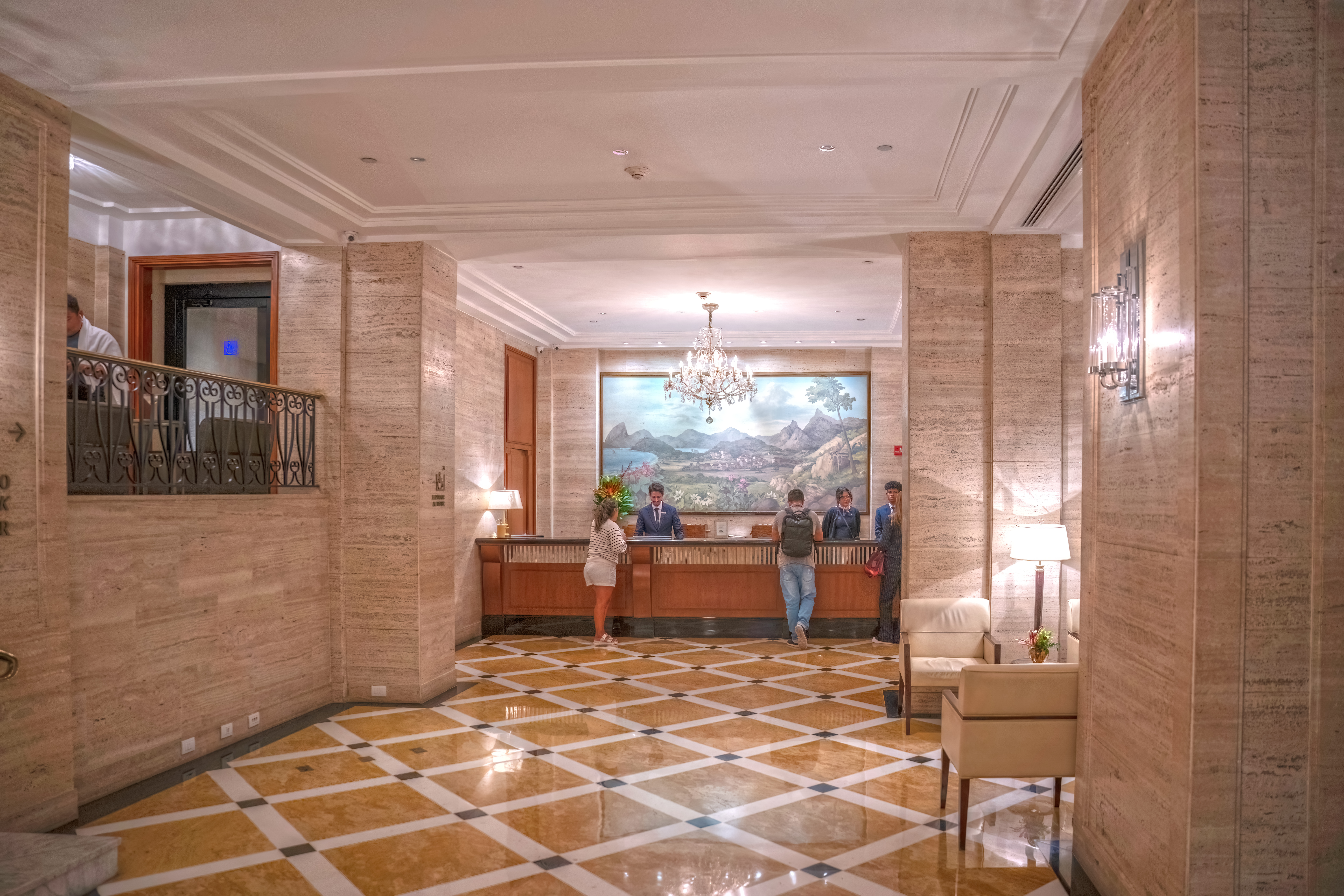
Área interna, recepção

Entretanto, o hotel só foi inaugurado em 13 de agosto de 1923, quase um ano após a Exposição do Centenário. Isso se deveu às dificuldades na importação de mármores e cristais e na execução das suas fundações (com catorze metros de profundidade, conforme exigido pelo projeto); à falta de tecnologia e experiência no país para tal confecção; e a uma violenta ressaca que, em 1922, destruiu a Avenida Atlântica, causando danos aos pavimentos inferiores do hotel.
Para marcar a inauguração, contou-se com a presença da grande cantora, atriz e vedete francesa Mistinguett, que, mesmo tendo as famosas "mais belas pernas do mundo", foi proibida de mostrá-las na festa. Sua presença e sua apresentação tornaram a inauguração do hotel um evento de projeções mundiais.

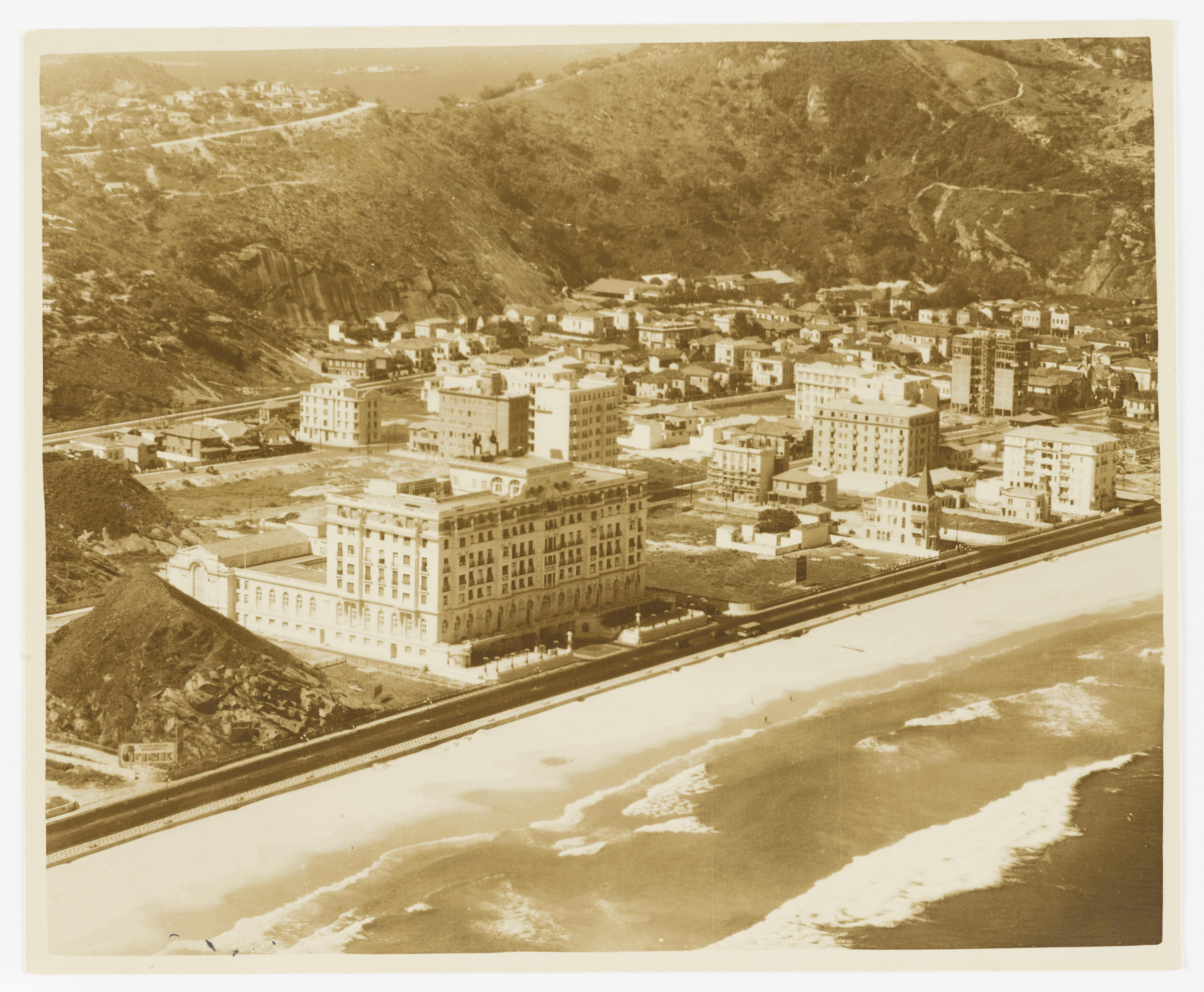
Vista aérea do Hotel Copacabana Palace, na década de 1920.

Tendo em vista o atraso na execução do projeto, o presidente Artur Bernardes (1922-1926) tentou cassar a licença para o funcionamento do cassino em 1924. O assunto foi encaminhado à Justiça, e a família Guinle, após dez anos de disputa, ganhou a causa. O hotel e seu cassino foram essenciais para a consolidação da fama e glamour do bairro nas décadas seguintes.
Em 23 de maio de 1928, o presidente Washington Luís (1926-1930) foi baleado no hotel por sua amante, a marquesa italiana Elvira Vishi Maurich, que tinha 28 anos de idade. O presidente Washington Luís foi então internado, sendo a versão oficial de que teria tido uma crise de apendicite. Quatro dias depois a jovem marquesa foi encontrada morta. A versão da polícia foi de que teria sido suicídio.
Em 1934, foi construída a piscina do hotel, com projeto do engenheiro César Melo e Cunha, ampliada em 1949. Em 1938, inaugurou-se o "Golden Room", com um espetáculo do ator, cantor e humorista francês Maurice Chevalier.
Em abril de 1946, após a Segunda Guerra Mundial, o presidente Eurico Gaspar Dutra (1946-1951) proibiu o jogo no país. O cassino foi transformado em uma casa de espetáculos, e o hotel passou por uma ampla reforma, aumentando sua capacidade e acrescentando dois pavimentos ao prédio principal, a pérgula lateral e o anexo nos fundos (inaugurado em 1949). Tal reforma ficou ao cargo do arquiteto Wladimir Alves de Sousa.
Com a transferência da capital para Brasília, em 1960, o hotel conheceu um período de lenta decadência, até ser superado por hotéis mais modernos, construídos na década de 1970.
Em 1985, projetou-se a sua demolição. No entanto, o Copacabana Palace tornou-se patrimônio histórico, sendo tombado nas esferas federais (IPHAN), estadual (INEPAC) e municipal (SEDREPAHC). Em 1989, a família Guinle, na pessoa de José Eduardo Guinle, vendeu-o ao grupo Orient-Express, hoje Belmond, que reabilitou o Copacabana Palace, modernizando as antigas instalações sem descaracterizá-las.
Em maio de 2021, foi multado em 15 mil reais e fechado por 10 dias por permitir eventos musicais na pandemia de Covid-19.

## Grand Champions Rio
Em 2012, o torneio Grand Champions Rio 2012 marcou a reinauguração da quadra de tênis do hotel.

## Flying Down to Rio
O hotel serviu de tema para o musical "Flying Down to Rio", de 1933, com Dolores del Rio, em que Fred Astaire e Ginger Rogers dançam juntos pela primeira vez. Embora ambientado no hotel, o filme foi inteiramente rodado nos Estados Unidos, em estúdios com cenários pintados do Rio de Janeiro e na praia de Malibu, para criar o exterior. O sucesso do filme tornou o hotel conhecido mundialmente.